# Vùng đế chế Áo
Vùng đế chế Áo (tiếng Đức: Österreichischer Reichskreis) là một tập hợp các lãnh địa Hoàng gia của Đế quốc La Mã Thần thánh. Nó là một trong bốn Vùng đế chế được tạo ra theo sắc lệnh Đại hội đế chế năm 1512 tại Cologne, 12 năm sau khi 6 vùng đế chế ban đầu được thành lập trong quá trình Cải cách Hoàng gia. Nó gần tương ứng với các vùng ngày nay của Áo (ngoại trừ Salzburg và Burgenland), Slovenia, và Trentino-Alto Adige/Südtirol và các vùng Venezia Giulia ở Bắc Ý, nhưng cũng bao gồm các vùng lãnh thổ Áo xa hơn trong Công quốc gốc Swabia trước đây.

## Tổ chức
Vùng đế chế Áo phần lớn là "Vùng đất cha truyền con nối" (Erblande) của Nhà Habsburg, do Đại công tước Áo thống trị. Bên cạnh vùng đất Habsburg, nó còn bao gồm các Giáo phận vương quyền của Trent và Brixen, tuy nhiên, phần lớn được cai trị trong vùng đất Habsburg của Bá quốc Tyrol.
Lãnh thổ của Vùng đế chế một lần nữa được mở rộng với việc mua lại Bavaria Innviertel theo Hòa ước Teschen năm 1779, cũng như Tuyển hầu xứ Salzburg và Berchtesgaden Provostry theo sự Hòa giải Đức vào năm 1803. Tuy nhiên, Vùng đế chế Áo đã bị giải thể khi Hoàng đế Francis II thoái vị ngày 06 tháng 08 năm 1806.

## Thành phần
Vùng đế chế Áo được tạo thành bởi các nhà nước sau:
| Tên          | Tước vị của thực thể  | Thông tin thêm |
| ------------ | --------------------- | --- |
| An der Etsch | Địa khu               | Được thành lập vào khoảng năm 1260, một nhóm hành chính các vùng đất do Hiệp sĩ Teuton nắm giữ ở Tyrol                                                                                      |
| Áo           | Đại công quốc         | Phiên bá quốc Áo được thành lập vào năm 976 bởi Hoàng đế Otto II, được Hoàng đế Frederick I Barbarossa nâng lên thành công quốc vào năm 1156, Habsburg tự phong "Đại công quốc" từ năm 1358 |
| Áo           | Địa khu               | Một nhóm hành chính của các vùng đất do Hiệp sĩ Teuton nắm giữ ở Áo |
| Brixen       | Giáo phận vương quyền | Được thành lập vào năm 1027 bởi Hoàng đế Conrad II, trở thành Giáo phận vương quyền từ năm 1179                                                                                             |
| Carinthia    | Duchy                 | Established in 976 by Emperor Otto II, held by the Archdukes of Austria since 1457, part of Inner Austria 1564–1619                                                                         |
| Carniola     | Duchy                 | March of Carniola established in 1040 by Emperor Henry III, raised to duchy in 1364, held by the Archdukes of Austria since 1457, part of Inner Austria 1564–1619                           |
| Chur         | Prince-Bishopric      | Established in the 4th century, prince-bishopric since 1170, territory held by the League of God's House since 1367                                                                         |
| Gorizia      | County                | Separated from the Patriarchate of Aquileia about 1127, held by the Archdukes of Austria from 1500, part of Inner Austria 1564-1619, merged into Gorizia and Gradisca in 1747               |
| Istria       | March                 | Established in 1040 by Emperor Henry III, major part to Venice in 1291, remaining territory around Pazin (Mitterburg) to Gorizia, held by the Archdukes of Austria since 1374               |
| Styria       | Duchy                 | March of Styria established about 970 by Emperor Otto I, raised to a duchy in 1180, held by the Dukes of Austria since 1192, part of Inner Austria 1564-1619                                |
| Tarasp       | Lordship              | Held by the Archdukes of Austria since 1464 |
| Trent        | Prince-Bishopric      | Established in 1027 by Emperor Conrad II |
| Trieste      | City                  | Held by the Archdukes of Austria since 1382 |
| Tyrol        | County                | Established about 1140, held by the Archdukes of Austria since 1363, raised to "Princely County" in 1504, to Further Austria 1564-1665                                                      |